# Шантарски острови
Шанта́раските острови (на руски: Шантарские острова) са архипелаг от 15 острова, разположени в югозападната част на Охотско море. Административно се отнасят към Тугуро-Чумикански район на Хабаровски край, Русия. Архипелага включва следните острови: Голям Шантар (1790 km²), Феклистов (около 400 km²), Малък Шантар (около 100 km²), Беличи (около 700 km²), Мечи, Птичи, Утичи, Захарна глава, Кусов, Прокофиев, Сивучи Камъни, Сухотин и др. Общата площ на архипелага възлиза на около 2,5 хил.km².
Релефът на островите е преобладаващо планински. Най-високата им точка се намира на остров Голям Шантар – връх Весьолая 720 m. Изградени са от пясъчници и глинести шисти, пронизани от гранити и ултраосновни интрузивни скали.

## Историческа справка
Първите изследвания на Шантарските острови се провеждат през април 1640 г., когато руският изследовател Иван Москвитин, заедно с група казаци, отплава до устието на река Амур и забелязва Шантарските острови на връщане. Москвитин докладва откритието си на принц Шчербатов, войводата на Томск. Позовавайки се на Иван Москвитин, първата руска карта на Далечния Изток е нарисувана през март 1642 г. По-късно Шантарските острови са изследвани от руски топографи в периода 1711 – 1725 г.
Американски китоловни кораби ловуват гренландски китове в района на островите между 1852 и 1874 г. Те се закотвяли сред островите и оттам изпращали китоловни кораби към заливи на юг и на запад. Сред островите те намират освен убежище от бури, дърва и вода. В архипелага са корабокруширали поне три кораба: два на Междвежи и един на Болшой Шантар.
В днешно време островите са необитаеми, но в миналото тук са ловували нивхи.

## Флора и фауна
По-големите острови от групата са покрити с умерени иглолистни гори, в които присъстват смърчове, лиственици, Pinus pumila, ели и брези.
През 19 век Шантарски острови рядко са посещавани от учени, поради труднодостъпността и отдалечеността им от основните морски маршрути. Първото описание на птици, срещани на островите, е съставено от руснака Александър Мидендорф през 1851 г. В началото на 20 век в хода на двугодишната си работа на островите зоологът Дулкейт описва 214 вида животни. Резултатите от работата му полагат основата на първия списък с птици, съставен съвместно с орнитолога Леонид Шулпин. Списъкът включва 172 вида пернати. Съветският орнитолог Всеволод Яхонтов допълва още 205 вида през втората половина на 20 век.
На по-големите острови живеят много хищни бозайници: кафява мечка, вълк, червена лисица, енотовидно куче, росомаха, видра, хермелин, невестулка, самур. Срещат се и 11 вида морски птици. Броя на индивидите и броя на колониите се изменя значително от година на година. Учените са преброили през 1971, 1978 и 1982 г. около 18 хил. – 20 хил. птици, гнездящи на архипелага. Най-големите колонии от около 7 хил. и 3 хил. индивида са били разположени на островите Утичий и Птичий. В периода 1991 – 1992 г. само на Утичий са гнездили около 17,5 хил. индивиди.
През 1999 г. Шантарският архипелаг и акваторията му са включени в резерват „Шантарски острови“. В края на 2013 г. е създаден природен парк „Шантарски Острови“, с цел предпазване на дивата природа на островите. Площта на парка е 515 000 ха, като включва и прилежащата акватория от Охотско море с площ 274 284 ха. Островите са обитавани от много застрашени видове. Водите около островите са замръзнали в продължение на 8 месеца средногодишно, така че архипелагът е слят с материка по-голямата част от годината.

## Климат
Климатът е умерен, мусонен с черти на субарктичен.
| Климатични данни за Шантарски острови   | Климатични данни за Шантарски острови | Климатични данни за Шантарски острови | Климатични данни за Шантарски острови | Климатични данни за Шантарски острови | Климатични данни за Шантарски острови | Климатични данни за Шантарски острови | Климатични данни за Шантарски острови | Климатични данни за Шантарски острови | Климатични данни за Шантарски острови | Климатични данни за Шантарски острови | Климатични данни за Шантарски острови | Климатични данни за Шантарски острови | Климатични данни за Шантарски острови |
| Месеци                                  | яну.                                  | фев.                                  | март                                  | апр.                                  | май                                   | юни                                   | юли                                   | авг.                                  | сеп.                                  | окт.                                  | ное.                                  | дек.                                  | Годишно                               |
| Средни температури (°C)                 | −19,9                                 | −18,9                                 | −13,1                                 | −3,9                                  | 2,1                                   | 7,1                                   | 11,0                                  | 12,5                                  | 8,4                                   | 1,1                                   | −8,9                                  | −17,2                                 |                                       |
| Средни месечни валежи (mm)              | 33                                    | 17                                    | 22                                    | 31                                    | 54                                    | 47                                    | 53                                    | 74                                    | 70                                    | 75                                    | 54                                    | 30                                    |                                       |
| --------------------------------------- | ------------------------------------- | ------------------------------------- | ------------------------------------- | ------------------------------------- | ------------------------------------- | ------------------------------------- | ------------------------------------- | ------------------------------------- | ------------------------------------- | ------------------------------------- | ------------------------------------- | ------------------------------------- | ------------------------------------- |
| Източник: Метеостанция „Большой Шантар“ |                                       |                                       |                                       |                                       |                                       |                                       |                                       |                                       |                                       |                                       |                                       |                                       |                                       |